# Sagamicadulus elegantissimus
Sagamicadulus elegantissimus is een Scaphopodasoort uit de familie van de Gadilidae. De wetenschappelijke naam van de soort is voor het eerst geldig gepubliceerd in 1963 door Sakurai & Shimazu.